# Blacksad
Blacksad er en fransk tegneserie som er skabt af forfatteren Juan Diaz Canales og tegneren Juanjo Guarnido. Både forfatter og tegner er fra Spanien.

## Udseende
Tegneserien foregår i et film noir-univers i de sene 1950'eres USA. Alle personerne i serien er menneskeliggjorte dyr.

## Hovedepersoner
- John Blacksad – seriens hovedeperson. Han er en sort kat med en hvid snude. Han arbejder som privatdetektiv og nogle gange som livvagt. Nogle gange bruger han aliaset John H. Blackmore.

- Weekly – Johns medhjælper. Han er en væsel der arbejder for et blad kaldet What's News. Han har flere problemer med sin personlige hygiejne.

## Oversigt
| Blacksad – oversigt |                            |                                     |             |                                |                              |                |
| Nr.                 | Fransksproget førsteudgave | Fransksproget førsteudgave          | Antal sider | Danske udgaver                 | Danske udgaver               | Danske udgaver |
| Nr.                 | Premiere                   | Titel                               | Antal sider | Album                          | Bog                          |                |
| 1                   | 2000-11                    | Quelque part entre les ombres       | 46          | Et sted i skyggerne            | Blacksad Det store samlebind |                |
| 2                   | 2003-03                    | Arctic-Nation                       | 54          | Arctic Nation                  | Blacksad Det store samlebind |                |
| 3                   | 2005-11                    | Âme Rouge                           | 54          | Rød Sjæl                       | Blacksad Det store samlebind |                |
| 4                   | 2010-09-17                 | L'Enfer, le silence                 | 54          | Infernalsk stilhed             | Blacksad Det store samlebind |                |
| 5                   | 2013-11-15                 | Amarillo                            | 54          | Amarillo                       | Blacksad Det store samlebind |                |
| 6                   | 2021-10-01                 | Alors, tout tombe · Première partie | 56          | Når alting ramler · Første del |                              |                |
| 7                   | 2023-11-03                 | Alors, tout tombe · Seconde partie  | 54          | Når alting ramler · Anden del  |                              |                |